# Stefano Borson
Stefano Borson (Saint-Pierre-d'Albigny, 19 ottobre 1758 – Torino, 25 dicembre 1832) è stato un presbitero, mineralogista e paleontologo italiano.

## Biografia
Nacque il 19 ottobre 1758 a Saint-Pierre-d'Albigny, nel ducato di Savoia, ma a causa della povertà della sua famiglia iniziò ad insegnare come precettore, trasferendosi all'età di 12 anni a Chambéry, dove studiò lettere e filosofia, e nel 1778 a Torino, dove si laureò in teologia presso l'Università degli Studi di Torino nel 1781. Fu ordinato sacerdote e a Torino sviluppò una profonda amicizia col botanico Carlo Allioni, che possedeva una vasta collezione di oggetti naturali. In questo periodo sviluppò un interesse particolare per la mineralogia, anche grazie ai contatti con Carlo Antonio Napione.
Nel 1795 riuscì a racimolare abbastanza denaro per recarsi a Roma, dove strinse amicizia col cardinale Stefano Borgia che gli chiese di riordinare il suo museo a Velletri. Dopo Roma visitò anche Napoli, entrando in contatto con diversi studiosi tra cui Scipione Breislak, Filippo Cavolini e Domenico Cirillo, per poi tornare nel 1796 a Torino, dove riprese l'attività di pedagogo.
Impiegato nella segreteria e poi nella biblioteca dell'Accademia delle Scienze di Torino, ricevette nel 1798 dal presidente Carlo Lodovico Morozzo il compito di separare e classificare la porzione della collezione museale dell'accademia dedicata a fossili e minerali, a cui si aggiunse la collezione del Museo di storia naturale dell'università torinese fondato da Carlo Emanuele III. Al termine del lavoro di catalogazione, eseguito secondo i principi di Werner, il museo fu poi trasferito per decreto imperiale all'Università di Torino; qui il rettore Prospero Balbo diede un importante impulso alle attività di studio e ricerca, per cui Borson si dedicò all'espansione della collezione museale con ricerche personali sulle Alpi piemontesi oltre che con scambi all'estero e acquisti. L'espansione dei reperti impose un nuovo riordinamento delle collezioni, effettuato direttamente da Borson secondo il metodo elaborato da Alexandre Brongniart e i cui risultati furono pubblicati nel Catalogue raisonné du Musée de Histoire naturelle de l'Académie de Turin. Partie minéralogique, pubblicato nel 1811 a Torino; tale opera fu seguita nel 1830 da un nuovo Catalogue raisonné de la collection minéralogique du Musée d'Histoire naturelle, che elencava 9866 reperti, ossia tre volte tanti quelli elencati nel catalogo del 1811. Nel frattempo si interessò anche di paleontologia, pubblicando diverse memorie sull'orittografia piemontese a partire dal 1820.
A partire dal 1801 tenne un corso privato annuale di mineralogia, divenuto pubblico nel 1810 con la sua nomina a professore della nuova cattedra di mineralogia istituita presso l'Università di Torino, che tenne fino alla morte avvenuta il 25 dicembre 1832. Nel 1825 fu inoltre nominato professore di mineralogia e geologia alla Scuola reale delle miniere di Moûtiers, incarico che tenne appena due anni a causa delle precarie condizioni di salute.
Fu socio nazionale residente dell'Accademia delle Scienze di Torino dal 1818.